# Acquaviva (Montepulciano)
Acquaviva is een plaats (frazione) in de Italiaanse gemeente Montepulciano, provincie Siena.